# Sociolekt
Sociolekt syftar på den språkliga variation som utmärker en social grupp. Den är därmed en del av sociolingvistiken. Sociolekter skiljer sig från dialekter, vilka syftar på en regionalt avgränsad variation. Sociolekter är ofta regionalt begränsade då en social grupps språk kan skilja sig från plats till plats. På motsvarande sätt kan en dialekt inbegripa flera sociolekter, eftersom ett regionalt avgränsat område ofta inhyser flera olika samhällsgrupper. Den geografiska och den sociala språkliga variationen samverkar på så sätt med varandra. Sociolektala drag har därmed också dialektal funktion.

## Uppkomst
Uppkomsten av en sociolekt kräver en förekomst av en social struktur, eftersom det är skillnaderna mellan strukturens olika delar som ger upphov till variationer i språket. Hur sociolekten sedan bevaras beror på hur homogen, likformig, den språkliga miljön är. Yrkesgrupper som i sitt arbete samtalar mycket med utomstående, t.ex. tjänstemän av olika slag, får en större språklig variation än yrkesgrupper som arbetar i en mer sluten miljö, t.ex. fabriksarbetare.

## Mått på social status
En indelning av ett samhälle i sociala skikt grundas på en indelningen av olika socioekonomiska villkor som människor lever under. I Sverige används begreppet socialgrupp, medan man i till exempel Nordamerika och Storbritannien använder sig av ett så kallat socialt index. 
Vardagligt används i Sverige begreppen arbetarklass, medelklass och överklass, alternativt arbetarklass och lägre och övre medelklass. Inom svensk språkforskning samma socialgruppsindelning som inom svensk statistik. Denna indelar grupperna efter yrken, baserat på utbildning som krävs, vilket ansvar yrkesrollen innebär, samt lön. Socialgrupp 1 innefattade högre tjänstemän och företagare, grupp 2 lägre tjänstemän och småföretagare och grupp 3 arbetare.
Socialgruppsindelningen utgör ingen exakt indelning, utan kan jämföras med den vaga skillnaden mellan arbetare och tjänstemän. Den kan dock användas för att visa på en ungefärlig skillnad och att göra den lättillgänglig.

## Språkliga variabler
Åtskillnad av sociolekter undersöks genom förekomst av de språkliga variablerna hos de olika sociala skikten inom ett begränsat område. Språkliga variabler är skillnader, som framkommer genom talarens uttal (fonologiska variabler), ordval (lexikala variabler) samt särskilda uttryck. I Sverige är det vanligare med skillnader i uttal och ordval än i grammatik.
Genom sociolingvistisk forskning har det visat sig att den språkliga variationen är större i de lägre sociala grupperna.
Ofta anses de sociolekter som talas av folk i lägst samhällsställning i en region som fulare. 
Exempel på språkliga variabler:
Fonologiska variabler
- r-ljudet, uttal med bakre eller främre r, eller båda delarna
- l-ljudet, tunt eller tjockt l-ljud
- uttalet av är – är, ä eller e
- korta i och y blir e och ö (ex. fisk/fesk, kyrka/körka)
- långa ä uttalas som e (räv/rev)
- kex med k- eller tje-ljud

Lexikala/semantiska variabler
- hink eller spann
- jämte eller bredvid
- betydelse av grina – 'skratta' eller 'gråta'
- betydelse av tjacka – 'köpa' eller 'sälja' eller 'bruka amfetamin'
- ha sönder, ta sönder eller göra sönder

## Undersökningsmanual
För att undersöka den språkliga variationen mellan olika sociala grupper kan följande manual användas.
1. Dela in ett urval av människor i undersökningsområdet i sociala grupper.
2. Välj ut ett antal betydelsefulla språkliga variabler.
3. Intervjua människor med varierande social bakgrund och anteckna vilken form av de utvalda variablerna de använder.
4. Gör tabeller som visar användningen av de olika variablerna inom de valda sociala grupperna.

## Begreppets ursprung
Termen ”sociolekt” introducerades av Göran Hammarström vid Uppsala universitet på 1950-talet och är belagd skriftligt i en av hans skrifter 1960. Fenomenet som termen beskriver omnämns däremot redan omkring 1680 i boken ”En Swensk Orde-Skötsel”, där Samuel Columbus skriver om språkliga variationer mellan olika sociala grupper. Columbus beskriver bland annat hur hovfolket hade ett tunt l-ljud medan enklare folk hade ett tjockt. Idag är det tunna l-ljudet vanligt förekommande i Sverige, främst i städer och tätorter, medan det på landsbygden är vanligare med tjocka l-ljud. Alltså existerar fortfarande de sociala skillnaderna i uttal av l-ljud om än i mindre utsträckning.